# Cornelius van Bynkershoek

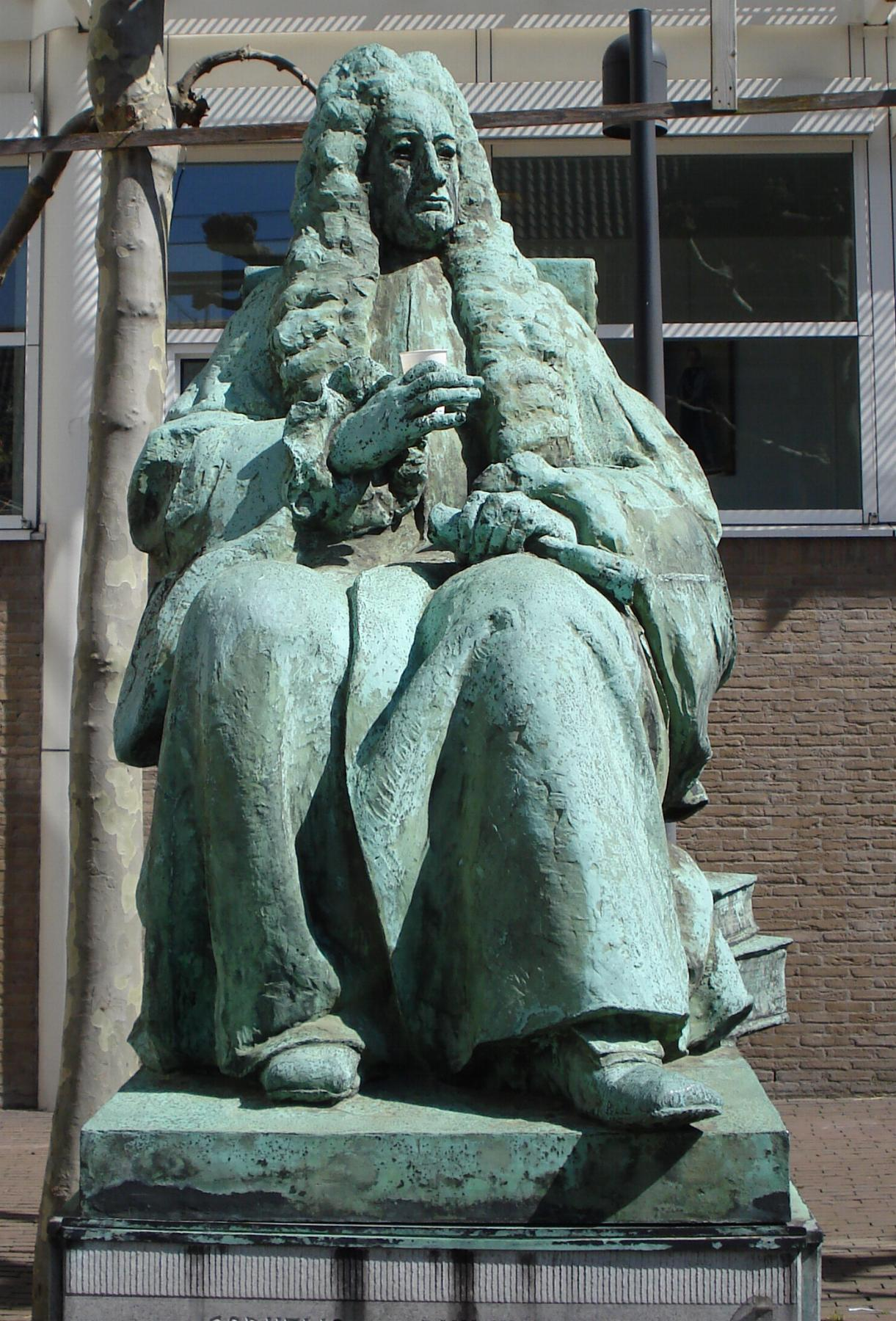
Statue le représentant devant la Cour suprême des Pays-Bas

Cornelius van Bynkershoek (26 mai 1673 à Middelbourg, Pays-Bas - 16 avril 1743 à La Haye) est un jurisconsulte néerlandais. Il fut l’un des plus grands jurisconsultes de la première moitié du XVIIIe siècle.

## Biographie
Fils unique d’un constructeur de navires et administrateur capitaine de la milice de Middelbourg, Bynkershoek étudie à Franeker dans une ambiance marquée par le protestantisme hollandais.
Sa formation à l’université de Franeker sera d’abord consacrée à la théologie, pour s’appliquer ensuite à la jurisprudence et au droit romain. Docteur en droit « ancien et moderne » (Doctor juris utriusque) en mai 1694, il s’inscrit comme avocat au barreau de La Haye et devient en 1704 membre puis président du Suprême Conseil de Hollande, Zélande et Frise occidentale dans cette même ville.
Spécialiste du droit romain, il oriente rapidement ses travaux à partir de 1721 vers le droit des gens. En 1723, il est élu Président du Suprême Conseil après une campagne particulièrement mouvementée. Largement sollicité par les provinces hollandaises sur des questions juridiques et de droit des gens, ses consultations lui confèrent une très haute réputation.
Il est un des grands spécialistes du droit maritime du siècle des Lumières.

## Analyse de sa pensée
Ce second maître hollandais du droit international, après Hugo Grotius, occupe une place singulière dans l’histoire de cette discipline. L’école anglo-saxonne y voit un prodige du droit, presque un égal de Grotius et le cite à l’envi. Bynkershoek a du style, il séduit. Son style est vif, sa tournure d’esprit originale et convaincante. Il est précis, original, toujours iconoclaste. Mais l’homme est inclassable et doctrinalement parlant, hors norme. Il est à contre-courant de la doctrine et peut-être va t-il plus vite que l’histoire du droit international. C'est un railleur et un ironique. Il y a chez lui un cynisme froid et parfois cruel. Bynkershoek est le champion du positivisme dont il constitue l’extrême avant garde.
Praticien du droit, et spécialement du droit maritime, Bynkershoek prendra part à la dispute sur la question de la liberté des mers. Il a également traité le droit des ambassades dans un ouvrage traduit par Jean Barbeyrac avec qui il a entretenu des relations personnelles. L’idée centrale de Bynkershoek contenue dans ses Quaestionum juris publici, est de passer outre l’antinomie révélée depuis Alberico Gentili et Grotius entre le droit naturel qui désigne le juste souhaitable et le droit positif qui est le juste réel et raisonnable. Bynkershoek basera l’intégralité de ses thèses sur le seul et exclusif droit positif.
Pour Bynkershoek, c’est la raison (conception capitale et fondamentale chez notre auteur) qui doit engager les nations à éviter les fictions abstraites et spéculatives. Ce sont les usages (l’usus), les coutumes (la consuetudine), la volonté ou le consentement des nations (le consensus gentium) qui forment le droit des gens de l’Europe. Cette argumentation aura une influence de premier ordre sur la modernisation du droit international. Jamais aucun auteur n’avait aussi péremptoirement affirmé et clamé que le droit international ne pouvait être que positif.

## Œuvres
- Observationes juris romani, 1700.
- Opuscula varii argumenti, 1719.
- De foro legatorum campetenti, 1721 (traduit en français par Barbeyrac, Juge compétent des ambassadeurs, 1723).
- Quaestionnes juris publici libri 1737.

Bynkershoek est l’auteur du notoire Quaestionnes juris publici libri duo paru en 1737 et du De foro legatorum competenti traduit par Dumont dès 1723 sous le titre Du juge compétent des ambassadeurs tant pour le civil que pour le criminel. Il est considéré avec Abraham de Wicquefort, auteur de L’Ambassadeur, comme un des grands spécialistes du droit diplomatique du XVIIIe siècle. Vicat publiera l’œuvre intégrale de Bynkershoek, édition considérée « comme supérieure à toutes les autres » à une date indéterminée située entre 1760 et 1770.
Ses œuvres complètes en deux volumes ont été publiées à Cologne en 1761.

## Publications
- Coleman Phillipson, Cornelius Van Bynkershoek, 1908
- (en) Kinji Akashi, Cornelius Van Bynkershoek: His Role in the History of International Law, 1998
- Frederique Vallon, La Mer et son droit, entre liberté et consensualisme, 2011, p. 22
- Jean Mathieu Mattei, Histoire du droit de la guerre (1700-1819), Introduction à l'histoire du droit international, avec une biographie des principaux auteurs de la doctrine internationaliste de l'Antiquité à nos jours, Presses universitaires d'Aix-Marseille, 2 volumes, 1239 p.  (ISBN 2-7314-0553-8).  (ISBN 978-2-7314-0553-8) (éd. complète).